# Seleção da França de Hóquei no Gelo Feminino
A Seleção da França de Hóquei no Gelo Feminino representa a França nas competições oficiais da FIHG.